# Pentaceraster gracilis
Pentaceraster gracilis är en sjöstjärneart som först beskrevs av Christian Frederik Lütken 1871.  Pentaceraster gracilis ingår i släktet Pentaceraster och familjen Oreasteridae. Inga underarter finns listade i Catalogue of Life.